# Adolph Bernhard Carl Großmann
Adolph Bernhard Carl Großmann, normalisiert auch Karl Großmann, (* 2. Januar 1817 in Gröbitz; † 7. Dezember 1906 in Grimma) war ein deutscher evangelisch-lutherischer Pfarrer und Autor.

## Leben und Wirken
Nach Schulbesuch und Studium mit Promotion zum Dr. phil. wurde Großmann 1841 Katechet zu St. Petri in Leipzig und 1846 Pfarrer in Püchau. Von 1856 bis zu seiner Emeritierung war er Pfarrer und Superintendent in Grimma.

## Mitgliedschaften
Adolph Bernhard Carl Grossmann war Mitglied der Deutschen Morgenländischen Gesellschaft.

## Publikationen (Auswahl)
- Predigt über Joh. 13, 34, 35, geh. als Gastpredigt im Dom zu Bremen. Bremen, 1845.
- Vorläufiger Bericht über die 5. Hauptversammlung des evang. Vereins d. Gustav-Adolph-Stiftung. Leipzig, 1846.
- Der Bote des evangel. Vereins der Gustav-Adolph-Stiftung. Redigirt in Gemeinschaft mit Prälat Dr. Zimmermann zu Darmstadt. Darmstadt.
- Die Visitations-Acten der Diöces Grimma aus dem ersten Jahrhundert nach der Reformation. 1. Heft. Leipzig, 1873.